# Ještěd
Ještěd (1012 m n. m.; německy Jeschken nebo Jeschkenkoppe, polsky Jeszted nebo Jeszczed) je hora na severu Česka, jihozápadně od Liberce, nejvyšší vrchol Ještědsko-kozákovského hřbetu. S prominencí 517 metrů (převýšení od sedla v Jeřmanicích, které ho odděluje od Jizerských hor) jde o jedenáctou nejprominentnější horu v Česku.
Na vrcholu se nachází známý televizní vysílač v technicistním architektonickém stylu; v dolní části vysílače je umístěn hotel a restaurace. Na Ještěd vedou lanovky, na svazích je lyžařské středisko. Těsně pod Ještědem se nachází Horní Hanychov, nejzápadnější městská část Liberce. Masiv Ještědu je od roku 1995 součástí Přírodního parku Ještěd.
Ještě před výstavbou vysílače zde stál velký kříž. Ještědské kříže mají svoji dlouhou historii doloženou od roku 1737; prozatím poslední pochází z roku 1990. Jeho předchůdce byl v 80. letech tajně uříznut, údajně na pokyn tehdejšího komunistického předsedy národního výboru v Liberci.
Významnou roli sehrál Ještěd krátce po srpnové okupaci Československa v roce 1968, když odtud ve dnech 25.–27. srpna vysílalo televizní Svobodné studio Sever.

## Geologie
Je to výrazný kuželovitý suk budovaný ordovickými sericitickými kvarcity, tvořícími mocnou vložku v prekambrických chlorit-muskovitických fylitech, vystupujících na západních svazích. Suk se stupňovitými příkrými svahy s kryoplanačními terasami krytými balvanovými haldami a kamennými moři (z rozpadlých mrazových srubů a izolovaných skal) se zvedá v místě největšího zdvihu hřbetu nad Libereckou kotlinou. Na fylitových svazích hřbetu jsou místy kvarcitové skály (horolezecké objekty) s hranáčovymi osypy a svahové sutě, kryoplanační terasy (PP Terasy Ještědu – největší počet kryoplanačních teras na jednom svahu v Česku).

## Charakter území
Na jihozápadních svazích pramení Ploučnice. Průměrná roční teplota vzduchu 3,9 °C (1923–1937), průměrný roční úhrn srážek 852 mm (1925–1950). Vrchol se zvedá nad hranicí lesa, která je zde v pouhých 980 metrech (vlivem exponované geomorfologické polohy a silných větrů), svahy převážně zalesněné – ve vrcholových partiích jsou rozvolněné klimaticky deformované umělé porosty kleče, smrku, břízy, modřínu. Jsou zde rozsáhlé přechodné lesokřoviny po rozvrácených smrčinách. V lesních porostech převládá smrk s vtroušeným bukem a jeřábem.

## Geomorfologické zařazení
Ještěd náleží do celku Ještědsko-kozákovský hřbet, podcelku Ještědský hřbet, okrsku Hlubocký hřbet a podokrsku Pasecký hřbet.

## Historie

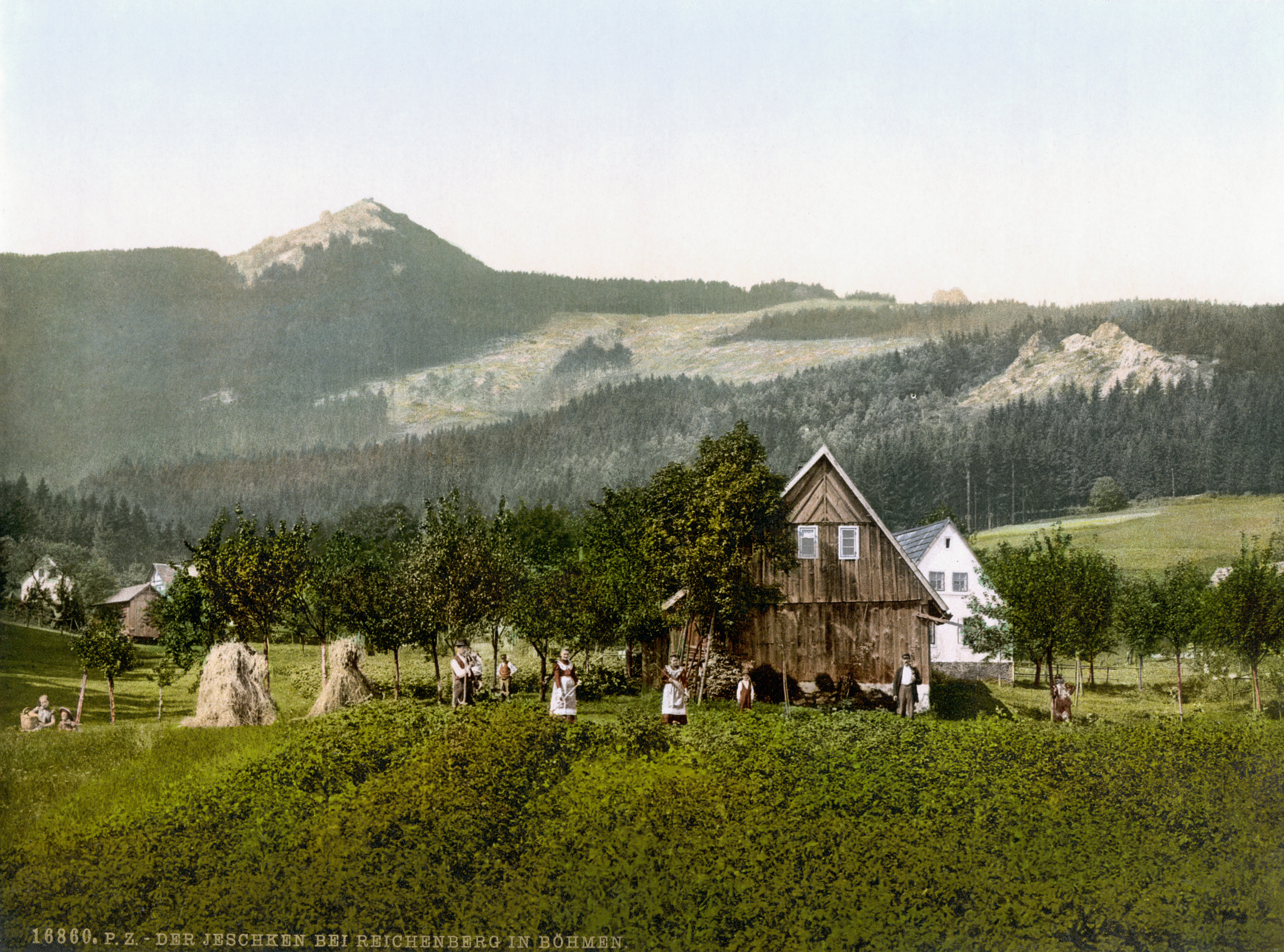
Ještěd kolem roku 1900

Ještěd byl vždy dominantou severních Čech a symbolem kraje pod ním. První kříž na vrcholu byl vztyčen údajně již v roce 1737, byl kamenný a vydržel až do roku 1812, kdy byl povalen. Přesto však tradice křížů na vrcholu pokračovala dál, i když po roce 1834 už jen kříži dřevěnými. Roku 1838 byl na vrcholu postaven obelisk na památku návštěvy Adély Rohanové, zvaný dodnes Rohanský kámen (Rohanstein). Tento kamenný objekt stojí na někdejší hranici mezi Rohanským a Clam-Gallasovským panstvím.

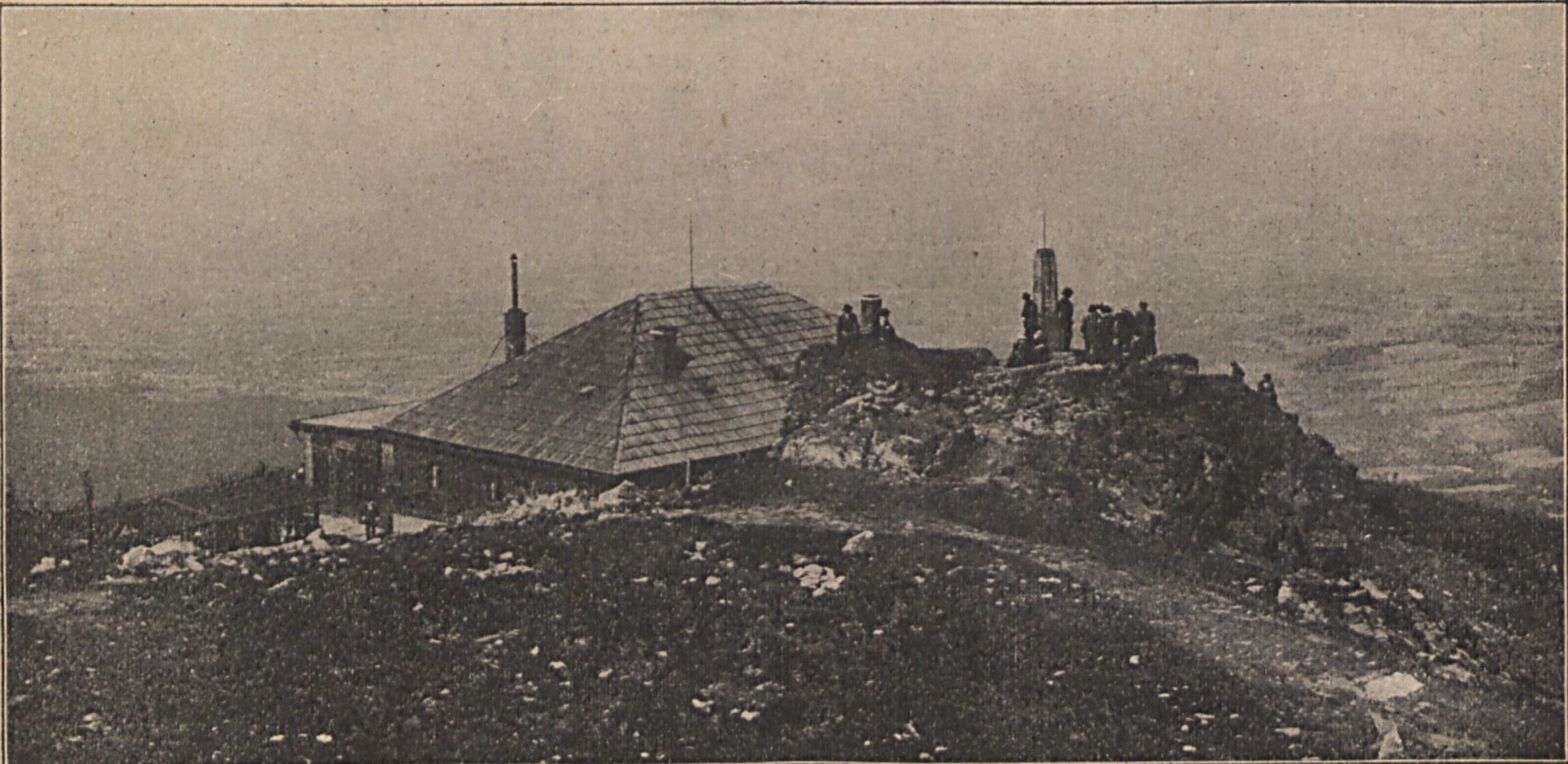
Ještěd v roce 1906

Zájem turistů o vrchol se probudil až v polovině 19. století. Turisté však netoužili jen po nádherném výhledu po okolí, ale přáli si také na vrcholu načerpat síly. V tom jim vyšli vstříc manželé Florian a Barbara Haslerovi z Horního Hanychova, kteří zde o letních nedělích roku 1844 zřídili prodej občerstvení z přinesených zásob. O tři roky později nabízel podobnou službu také rohanský lesník Hebelt. Roku 1850 zbudovali Haslerovi na Ještědu vlastní chatu, kterou v následujících letech vylepšovali a návštěvníkům nenabízeli jen občerstvení, ale také nocleh. Stará chata dosloužila roku 1868, byla však záhy nahrazena chatou novou, částečně kamennou, finančně podpořenou i mnoha předními libereckými občany. K této Rohanově chatě byla roku 1885 přistavěna Německým horským spolkem terasa pro 200 lidí. V květnu 1876 byla na vrcholu postavena dřevěná věž. Tato 5 m vysoká vyhlídková věž byla první rozhlednou této části Čech a vydržela až do konce července 1889. Ještě v témže roce však byla postavena rozhledna nová – vysoká 8 metrů. Zároveň s tím se ovšem začalo uvažovat o stavbě honosnější. Liberecká firma Gustav Sachers a synové navrhla kamennou stavbu v podobě středověkého hradu, horský spolek však na takto velkolepou stavbu neměl dostatek prostředků a souhlas s ní nedal ani majitel panství – hrabě Clam-Gallas.
Nový horský hotel vznikl podle plánů libereckého stavitele Schäfera. Základní kámen byl položen 27. června 1906 a již za půl roku – 13. ledna 1907 – byl hotel slavnostně otevřen. V jeho přízemí byla velká společenská místnost pro víc než 100 hostů, hotel měl 23 pokojů a noclehárnu, terasu pro 50 lidí a 23 metrů vysokou rozhlednu. Horský spolek zaplatil za stavbu 161 000 K, pozemek pod hotelem však nevlastnil, ale měl jej na 50 let pronajatý od hraběte. Atraktivita Ještědu se ještě zvýšila, když zde byla v letech 1909–1911 postavena tříkilometrová sáňkařská dráha, na níž se v roce 1914 konalo první mistrovství Evropy. Dráha byla koncem třicátých let poškozena polomem, v 60. letech byla v jejích místech postavena nová, kratší, jejíž torzo je na místě dodnes. Skutečnou ranou pro Horský spolek však bylo postavení lanovky roku 1933 – to sice znamenalo příliv návštěvníků, ale zároveň se dle tehdejšího výnosu stal vrchol hory[zdroj?] majetkem provozovatele lanové dráhy (ČSD) a tak vlastně přešel do majetku státu.

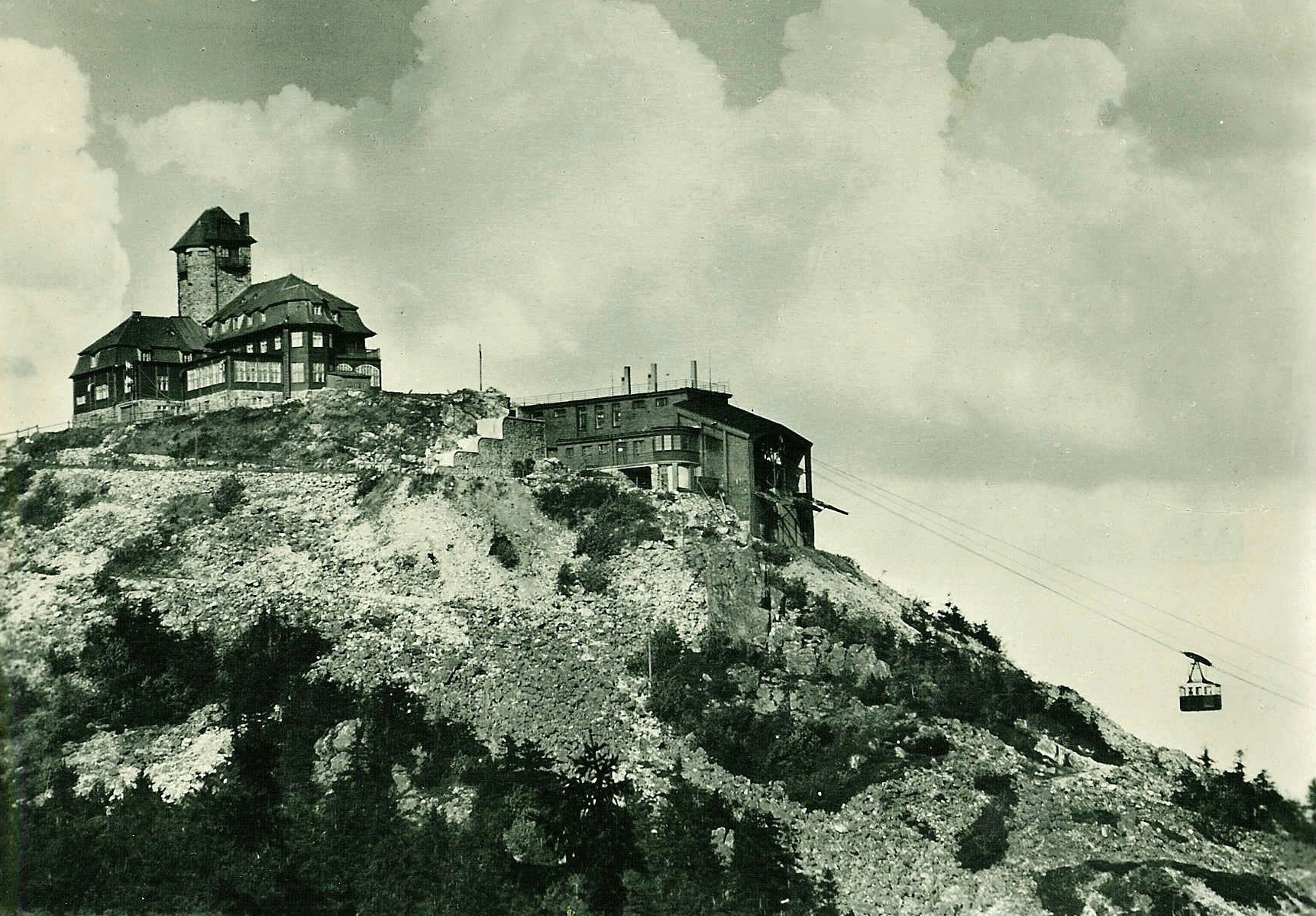
Léto roku 1961

Roku 1945 se hotel stal majetkem Klubu českých turistů, později přešel pod hotelový a restaurační podnik. Od roku 1959 sloužil kromě turistiky také televiznímu vysílání. Hotel i původní Rohanova chata (přejmenovaná na Chatu brigádníků) byly do roku 1962 rekonstruovány podle návrhu libereckého architekta Karla Wintera.
Dne 31. ledna roku 1963 však při neopatrném rozmrazování potrubí vznikl v budově hotelu požár, kterému celá stavba podlehla. Stejný osud v následujícím roce potkal i Rohanovu chatu – jen důvod byl jiný: rozmrazování oděvů.
Přesto však vrchol neměl zůstat pustý. Nová budova byla od počátku navrhována jako hotel i televizní vysílač. Projekt vypracoval architekt Karel Hubáček z ateliéru SIAL Liberec a základní kámen byl položen 30. července 1966. Během stavby byla jako ubytovna dělníků Pozemních staveb roku 1966 postavena v sedle Černého vrchu horská chata Ještědka. Nový hotel a vysílač ve tvaru rotačního hyperboloidu byl slavnostně otevřen 21. září 1973.
Ještěd je také významným telekomunikačním uzlem. Proto když původní chata vyhořela, bylo nutné postavit vedle horní stanice lanovky provizorní vysílací stanici. Právě z té vysílalo ve dnech 25.–27. srpna 1968 Svobodné studio Sever provozované dvěma techniky a rozhlasovým redaktorem Miroslavem Hladíkem, kteří používali vybavení Libereckých výstavních trhů. Sedmadvacátého srpna v něm živě vystoupil herec Jan Tříska a pozdější prezident Václav Havel. Tuto událost dnes připomíná pamětní tabulka na posledním ze zbytku základů bývalé vysílací stanice.
Tradiční dřevěný kříž, odstraněný v osmdesátých letech, se na vrchol hory vrátil roku 1990.

## Lyžařské středisko
Lyžařské středisko na Ještědu ležící ve výšce 540–1000 m je pravděpodobně nejpřístupnějším takovým areálem v celých Čechách – na okraj areálu totiž jezdí tramvajová linka z města Liberce. Od března roku 2006 do února 2009 měla areál (původně na 25 let) pronajatý společnost Snowhill, která měla za jeho pronájem platit městu 8 milionů korun ročně, od roku 2010 pak ještě 5,50 Kč z každé prodané jízdenky. Společnost dále měla do areálu investovat na 300 miliónů Kč, areál skutečně inovovala a vybudovala v něm čtyři lanové dráhy a tři vleky. Dne 22. února 2009 však byly podepsány smlouvy, jimiž celý areál vrátila zpět městské společnosti Sportovní areál Ještěd.
Areál samotný trpěl dlouhá léta nedostatkem sněhu způsobeným vyššími teplotami a menším množstvím sněhu v zimních měsících. Problém byl vyřešen až systémem umělého zasněžování pokrývajícím 80 % sjezdových tratí.
- Celková délka sjezdařských tratí: 9,2 kilometrů
- Nadmořská výška: 540 až 1000 metrů
- Počet lanovek: 1 kabinová pro 38 lidí, 2 čtyřsedačkové, 1 dvousedačková
- Počet vleků: 5
- Mapa areálu na stránkách společnosti Snowhill

### Mistrovství světa v klasickém lyžování
Od 18. února do 1. března 2009 byl Liberec hostitelem mistrovství světa v klasickém lyžování. Tento šampionát se skládal ze tří disciplín: skoků na lyžích, běhu na lyžích a severské kombinace. Skokanská část šampionátu se odehrávala právě v Ještědském areálu, pro část běžeckou byl určen areál v libereckém Vesci.

### Sjezdové tratě
| Název          | Obtížnost | Převýšení (m) | Délka (m) | Poznámka                    |
| -------------- | --------- | ------------- | --------- | --------------------------- |
| Pod lany       | červená   | 330           | 1450      | bývalá F10 a č. 2           |
| Slalomový svah | černá     | 300           | 920       |                             |
| Liberecká      | červená   | 300           | 1450      | bývalá Liberecká A a B      |
| Skalka         | červená   | 360           | 1750      | část bývalé Liberecké A a C |
| Turistická     | modrá     | 360           | 2600      |                             |
| Nové Pláně     | červená   | 170           | 700       |                             |
| Nové Pláně     | červená   | 170           | 1100      |                             |
| Višňovka       | červená   | 150           | 700       |                             |
| Staré Pláně    | červená   | 60            | 290       |                             |
| Bucharka       | modrá     | 30            | 170       |                             |
| Lyžařská škola | modrá     |               |           |                             |

### Lanovky a vleky
| Název            | Typ                   | Délka (m) | Kapacita (osob/hod.) | Poznámka                              |
| ---------------- | --------------------- | --------- | -------------------- | ------------------------------------- |
| Kabinová lanovka | kabinová              | 1180      | 525                  | Vlastní a provozují České dráhy a. s. |
| Černý vrch       | čtyřsedačková lanovka | 810       | 2005                 |                                       |
| Skalka           | čtyřsedačková lanovka | 1470      | 2400                 |                                       |
| Nové Pláně       | dvousedačková lanovka | 600       | 1200                 |                                       |
| Staré Pláně      | kotva                 | 290       | 1200                 |                                       |
| Pod lany         | kotva                 | 385       | 1200                 |                                       |
| Bucharka         | talíř                 | 170       | 840                  |                                       |
| Na hřeben        | kotva                 | 450       | 1200                 | Přibližovací mezi Pláněmi a Skalkou   |
| Dětský           |                       |           |                      |                                       |

### Skokanské můstky
Důležitou částí areálu je také dvojice můstků pro skoky na lyžích:
- HS134
- HS100

Oba můstky vznikly na severním svahu v 70. letech a byly již několikrát upravovány tak, že dnešní i budoucí požadavky splňují, do roku 2009 musí již jen dojít k výstavbě diváckých tribun, chlazení nájezdové stopy a položení umělé hmoty, díky čemuž je bude možné využívat celoročně.

## Výstupy na vrchol

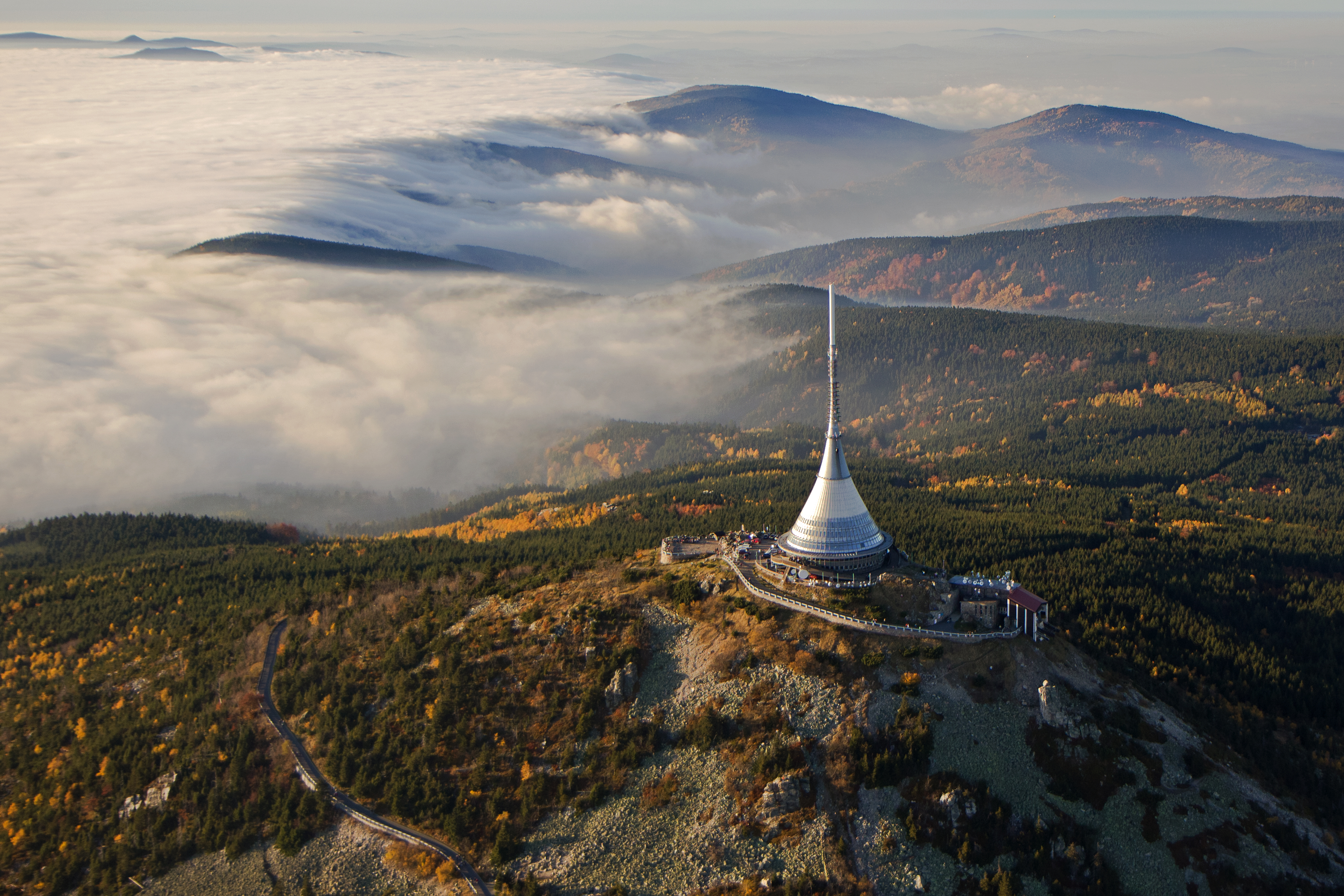
Letecký pohled na vrchol Ještědu

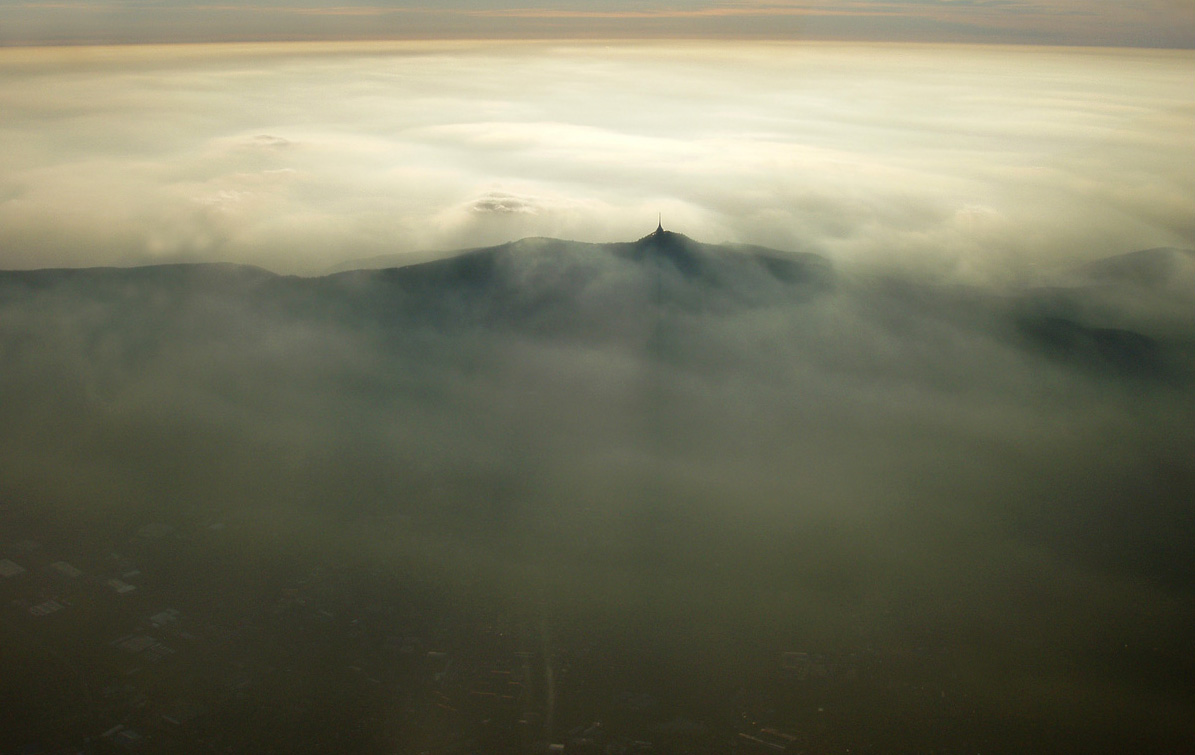
Vrchol Ještědu nad mraky

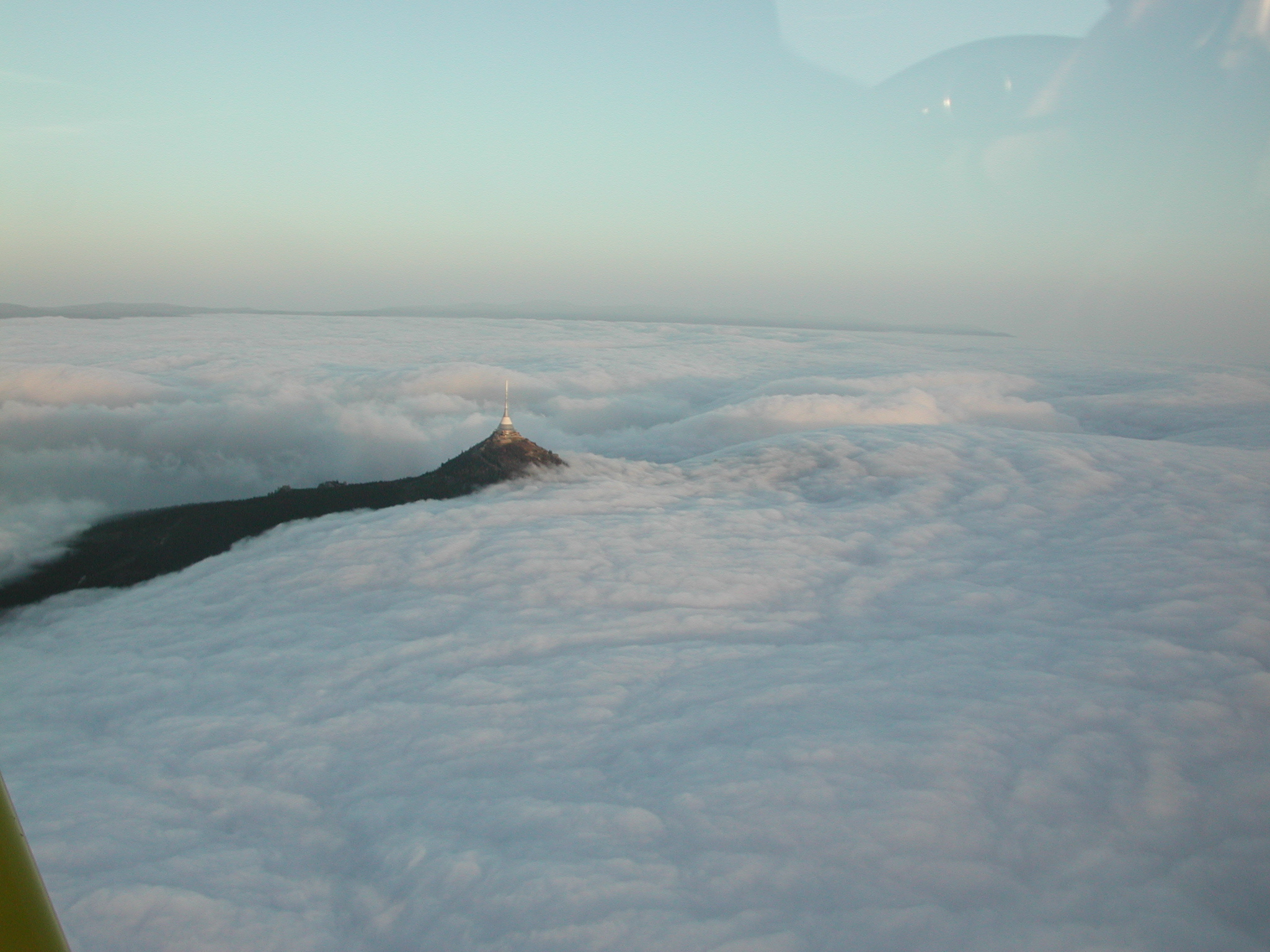
Inverze nad Libercem

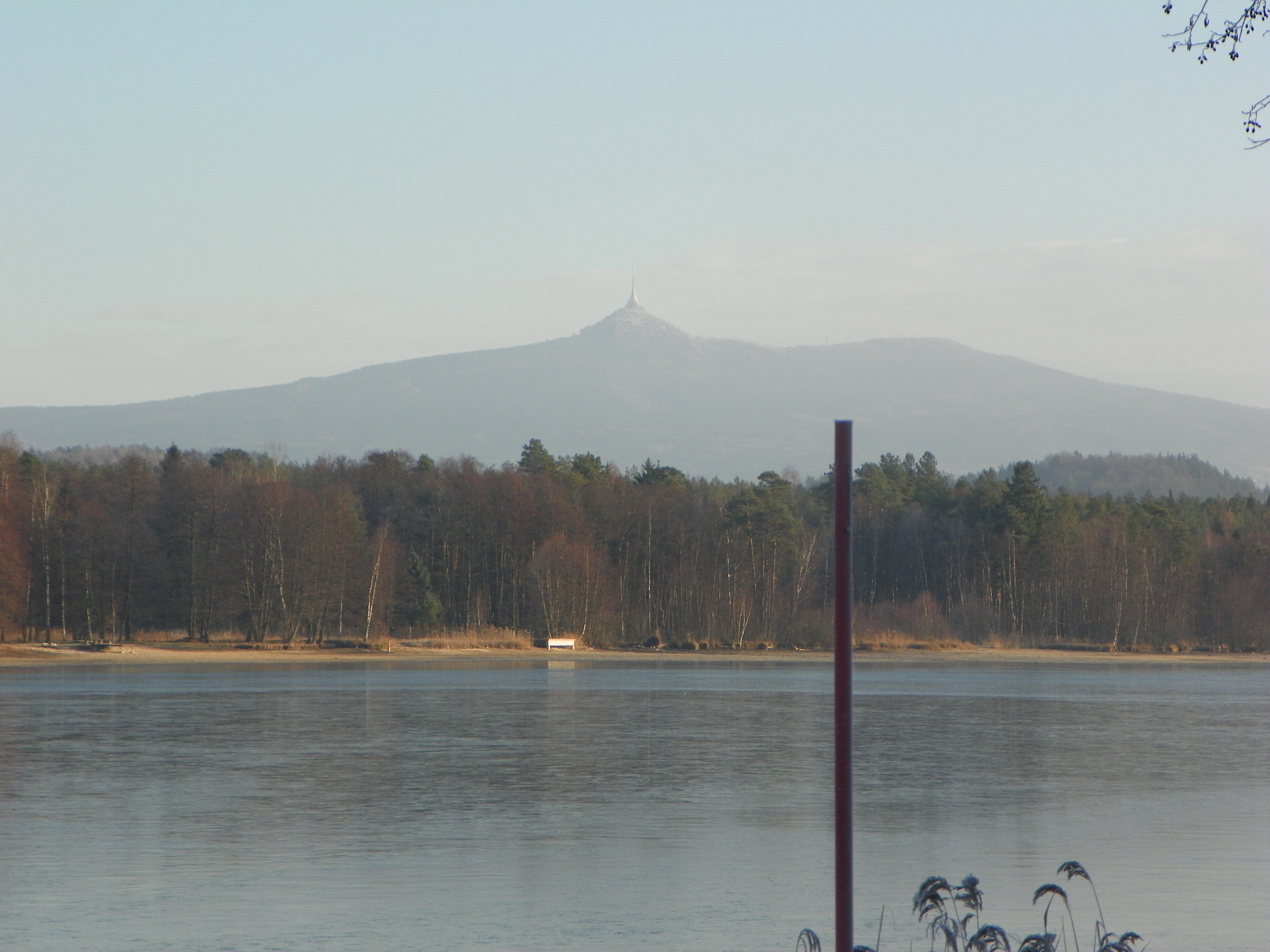
Ještěd z obce Hamr na Jezeře.

Již němečtí turisté vedli evidenci o počtu pěších výstupů na vrchol hory a každý rok zveřejňovali jména osob, které se na vrchol dostaly nejvícekrát. Roku 1922 vystoupil Rudolf Kauschka s druhy na vrchol 12× během jediného dne. Držitelkou rekordu v největším počtu výstupů na horu v jediném roce byla od roku 1937 Lilly Flassaková, která během tohoto roku vystoupila na vrchol celkem 709 krát. Tento její výkon překonal až 28. dubna 2006 třiašedesátiletý důchodce Vladimír Ježek z Liberce, který tohoto dne vystoupil na Ještěd po 712. Ve výstupech pokračoval i poté a 6. července dosáhl vrcholu hory po 1000. V roce 1937 jiná paní – Frieda Mandeliková – překonala hranici 5000 výstupů celkem, za což tehdy obdržela stříbrný odznak.
Dnes je již tradicí, že na Nový rok pořádá KČT Lokomotiva Liberec „Novoroční výstup na Ještěd“, kdy stovky turistů pěšky vystupují od konečné tramvaje v Horním Hanychově na vrchol hory. Výstup z roku 2005 byl již třicátým v řadě.

## Rozhled
Díky osamělosti hory se z Ještědu nabízejí daleké výhledy na celou polovinu Čech. Severním směrem lze dohlédnout daleko do Německa a Polska, východněji pak na Jizerské hory, Krkonoše a Orlické hory. Jižním směrem jsou za pěkného počasí vidět Železné hory, jihozápadně lze spatřit Polabí, Prahu, Brdy a Křivoklátskou vrchovinu. Západně pak České středohoří a při perfektní viditelnosti Doupovské hory a Krušné hory.